# Canal de Bashi
El canal de Bashi (en chino: 巴士海峡) es un estrecho del océano Pacífico entre la isla de Y'Ami, de Filipinas, y la isla de las Orquídeas, de Taiwán. Se caracteriza por las tormentas de viento durante el período de lluvias, de junio a diciembre. 
El canal de Bashi es un paso importante tanto desde el punto de vista militar como para la comunicación. Muchos de los cables submarinos que transportan datos y tráfico telefónico entre los países asiáticos pasan por el canal de Bashi, por lo que es un importante punto de conexión para Internet. En diciembre de 2006, un terremoto submarino de magnitud 6,7 cortó varios cables submarinos, al mismo tiempo, causando un cuello de botella importante de las comunicaciones, que duró varias semanas.